# Sheykh Zard
Sheykh Zard (persiska: شِيخ زَرد, شیخ زرد) är en ort i Iran.   Den ligger i provinsen Västazarbaijan, i den nordvästra delen av landet, 600 km väster om huvudstaden Teheran. Sheykh Zard ligger 1 633 meter över havet och antalet invånare är 311.
Terrängen runt Sheykh Zard är varierad.Runt Sheykh Zard är det ganska tätbefolkat, med 129 invånare per kvadratkilometer. Närmaste större samhälle är Gelāz, 12,5 km sydost om Sheykh Zard. Trakten runt Sheykh Zard består i huvudsak av gräsmarker.